# Globba parviflora
Globba parviflora là một loài thực vật có hoa trong họ Gừng. Loài này được C.Presl mô tả khoa học đầu tiên năm 1833.